# Skifferknottfågel
Skifferknottfågel (Conopophaga ardesiaca) är en fågel i familjen knottfåglar inom ordningen tättingar.

## Utbredning och systematik
Skifferknottfågel delas in i två underarter:
- Conopophaga ardesiaca saturata – förekommer i Andernas östsluttning i södra Peru (i söder från Cusco)
- Conopophaga ardesiaca ardesiaca – förekommer i Anderna i sydöstra Peru (Puno) till södra Bolivia (Tarija)

## Status
IUCN kategoriserar arten som livskraftig.